# 28. Division (Deutsches Kaiserreich)

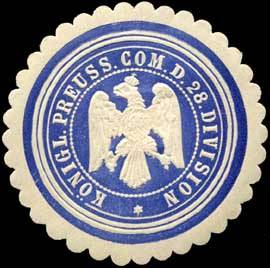
Siegelmarke der 28. Division

Die 28. Division, für die Dauer des mobilen Verhältnisses auch als 28. Infanterie-Division bezeichnet, war ein Großverband der Preußischen Armee.

## Gliederung
Das Kommando stand in Karlsruhe und die Division war Teil des XIV. Armee-Korps.

### Friedensgliederung 1914
- 55. Infanterie-Brigade in Karlsruhe
  - 1. Badisches Leib-Grenadier-Regiment Nr. 109 in Karlsruhe
  - Grenadier-Regiment „Kaiser Wilhelm I.“ (2. Badisches) Nr. 110 in Mannheim und Heidelberg
- 56. Infanterie-Brigade in Rastatt
  - Füsilier-Regiment „Fürst Karl-Anton von Hohenzollern“ (Hohenzollernsches) Nr. 40 in Rastatt
  - Infanterie-Regiment „Markgraf Ludwig Wilhelm“ (3. Badisches) Nr. 111 in Rastatt
- 28. Kavallerie-Brigade in Karlsruhe
  - 1. Badisches Leib-Dragoner-Regiment Nr. 20 in Karlsruhe
  - 2. Badisches Dragoner-Regiment Nr. 21 in Bruchsal und Schwetzingen
- 28. Feldartillerie-Brigade in Karlsruhe
  - Feldartillerie-Regiment „Großherzog“ (1. Badisches) Nr. 14
  - 3. Badisches Feldartillerie-Regiment Nr. 50
- Landwehr-Inspektion Karlsruhe

### Kriegsgliederung bei Mobilmachung 1914
- 55. Infanterie-Brigade
  - 1. Badisches Leib-Grenadier-Regiment Nr. 109
  - Grenadier-Regiment „Kaiser Wilhelm I.“ (2. Badisches) Nr. 110
- 56. Infanterie-Brigade
  - Füsilier-Regiment „Fürst Karl-Anton von Hohenzollern“ (Hohenzollernsches) Nr. 40
  - Infanterie-Regiment „Markgraf Ludwig Wilhelm“ (3. Badisches) Nr. 111
- Jäger-Regiment zu Pferde Nr. 5
- 28. Feldartillerie-Brigade
  - Feldartillerie-Regiment „Großherzog“ (1. Badisches) Nr. 14
  - 3. Badisches Feldartillerie-Regiment Nr. 50
- 2. und 3. Kompanie/Pionier-Bataillon Nr. 14

### Kriegsgliederung vom 26. Mai 1918
- 55. Infanterie-Brigade
  - Füsilier-Regiment „Fürst Karl-Anton von Hohenzollern“ (Hohenzollernsches) Nr. 40
  - Infanterie-Regiment „Markgraf Ludwig Wilhelm“ (3. Badisches) Nr. 111
  - MG-Scharfschützenabteilung Nr. 37
  - 2. Eskadron/Jäger-Regiment zu Pferde Nr. 5
- Artillerie-Kommandeur Nr. 28
  - Feldartillerie-Regiment „Großherzog“ (1. Badisches) Nr. 14
  - Fußartillerie-Bataillon Nr. 55
- Pionier-Bataillon Nr. 14
- Divisions-Nachrichten-Kommandeur Nr. 28

## Erster Weltkrieg
Die Division wurde während des Ersten Weltkriegs ausschließlich an der Westfront eingesetzt. Im August 1914 stand sie zunächst im Verband des XIV. Armee-Korps (General von Huene-Hoiningen) im Abschnitt der 7. Armee in den Vogesen und im Elsass. Nach den Kämpfen bei Mülhausen nach Norden gezogen, kämpfte sie ab 20. August in der Schlacht in Lothringen. Ab 16. September 1914 lag sie zwei Wochen im Priesterwald; danach wurde sie Im Zuge des Wettlaufes zum Meer Anfang Oktober mit dem Generalkommando XIV. nach Nordfrankreich abtransportiert.
Das XIV. Armeekorps (General Theodor von Watter) versuchte nach Norden über Lille die gegnerischen Linien zu überflügeln. Der Kommandierende General von Watter trieb die bei Douai ausgeladene 28. Division an, auf Lille vorzugehen, das von der Heereskavallerie unter General von der Marwitz als feindfrei gemeldet worden war.
Der folgende, fast neunmonatige Einsatz bei der 6. Armee im Raum La Bassée nördlich von Arras brachte der Division in den Schlachten im Artois schwere Kämpfe mit den englischen und französischen Truppen. Vom 9. bis zum 13. Mai 1915 lag die Division unter Führung von Generalmajor Franz von Trotta-Treyden im Großkampf um die Lorettohöhe. Am 20. Juni 1915 abgelöst, bezog die Division Stellungen in der Champagne. Zunächst bis Mitte September an einem ruhigeren Abschnitt vor Reims verwendet, kämpfte sie danach in der Herbstschlacht in der Champagne. Anfang November aus den Großkampf herausgezogen übernahm die Division dann den Abschnitt südlich Vouziers bei Ripont und am Kanonenberg. Hier verblieb sie, eine dreimonatige Versetzung an die Somme ausgenommen, bis Januar 1917 im Stellungskrieg.
Von Mitte Juli bis Anfang Oktober 1916 wurde die Division während der Schlacht an der Somme zunächst im Abschnitt der Gruppe Liebert, nach deren Ablösung beim IX. Armee-Korps (Quast) im Raum Peronne eingesetzt. Von Ende Januar bis September 1917 lag die 28. Division im verlustreichen Stellungskrieg im Raum Ornes östlich Verdun, danach lag sie kurzfristig bis zum 22. Oktober im Oberelsaß. Im Juni 1916 wurde das bisher zur Division gehörende Feldartillerie-Regiment Nr. 50 herausgelöst und als Heeresartillerie abgezogen.
Nach dem Verlust der Lauffaux-Ecke wurde die Division über Laon der 7. Armee an die Aisnefront zugeführt. Nach Nachhutkämpfen südlich der Ailette verblieb sie bis 21. November 1917 in Stellungskämpfen nördlich des Flusses.
Nach dem englischen Tankangriff bei Cambrai zur 2. Armee versetzt, beteiligte sich die Division im Abschnitt der Gruppe „Caudry“ (Generalkommando XIII. Armee-Korps) an der deutschen Gegenoffensive im Raum nördlich von Banteux. Vom 9. Dezember 1917 bis zum 20. Januar 1918 fungierte die Division in Mézières als Reserve der Obersten Heeresleitung.
Nach neuerlichen Stellungskämpfen im Raum Reims wurde die Division im Hinterland der neugebildeten 18. Armee für die Frühjahrsoffensive 1918 vorbereitet. Am 21. März beteiligte sich die Division im Rahmen des III. Armee-Korps an der Durchbruchsschlacht zwischen St. Quentin und La Fère. Nach dem Erreichen des Avre-Abschnittes wurde sie im Raum nördlich Montdidier gestoppt und Ende April herausgezogen. Vom 25. April bis zum 27. Mai 1918 diente sie im Raum Avesnes als OHL-Reserve.
Während der Angriffsoperation „Blücher“ wieder zur 7. Armee überstellt, wurde die Division vom 27. Mai bis zum 13. Juni im Rahmen des IV. Reserve-Korps (Conta) in der Dritten Aisneschlacht eingesetzt. Darauf folgten bis Mitte Juli Stellungskämpfe zwischen Oise, Aisne und Marne. Nach der französischen Gegenoffensive vom 18. Juli stand die Division in schweren Abwehrkämpfen zwischen Soissons und Aisne. Ende Juli aus den Kampf genommen erholte sie sich bis 18. August im Raum Vouziers. Danach folgten Stellungskämpfe in der östlichen Champagne, zunächst bei Tahure und bis zum 13. September bei Reims. Vom 15. bis zum 25. September in der Woevre-Ebene und westlich der Mosel als Heeresreserve eingesetzt stand die Division die letzten Kriegswochen an der Maas.
Nach Kriegsende räumte die Division ab 12. November das besetzte Gebiet und marschierte in die Heimat zurück, wo der Verband demobilisiert und am 30. September 1919 schließlich aufgelöst wurde.

### Gefechtskalender

#### 1914
- 05. bis 9. August – Gefechte in den Vogesen
- 09. bis 10. August – Gefecht bei Sennheim-Mülhausen
- 20. bis 22. August – Schlacht in Lothringen
- 22. August bis 14. September – Schlacht vor Nancy-Epinal
- 01. bis 13. Oktober – Schlacht bei Arras
- 13. Oktober bis 13. Dezember – Stellungskämpfe in Flandern und Artois
  - 15. bis 28. Oktober – Schlacht bei Lille
- 14. bis 24. Dezember – Dezemberschlacht in Französisch-Flandern
- ab 25. Dezember – Stellungskämpfe in Flandern und Artois

#### 1915
- bis 8. Mai – Stellungskämpfe in Flandern und Artois
- 09. Mai bis 20. Juni – Schlacht bei La Bassée und Arras
- 21. Juni bis 21. September – Stellungskämpfe in der Champagne
- 22. September bis 3. November – Herbstschlacht in der Champagne
- ab 4. November – Stellungskämpfe in der Champagne

#### 1916
- bis 17. Juli – Stellungskämpfe in der Champagne
- 20. Juli bis 4. Oktober – Schlacht an der Somme
- ab 5. Oktober – Stellungskämpfe in der Champagne

#### 1917
- bis 31. Januar – Stellungskämpfe in der Champagne
- 30. Januar bis 12. August – Stellungskämpfe vor Verdun
- 12. August bis 18. September – Abwehrschlacht bei Verdun
- 18. September bis 22. Oktober – Stellungskampf im Oberelsaß
- 24. Oktober bis 2. November – Nachhutkämpfe an und südlich der Ailette
- 03. bis 21. November – Stellungskämpfe nördlich der Ailette
- 21. November bis 5. Dezember – Kämpfe in der Siegfriedstellung
  - 21. bis 29. November – Tankschlacht von Cambrai
  - 30. November bis 5. Dezember – Angriffsschlacht bei Cambrai
- ab 5. Dezember – Reserve der OHL bei Mézières

#### 1918
- bis 20. Januar – Reserve der OHL bei Mézières
- 20. Januar bis 15. Februar – Stellungskämpfe bei Reims
- 16. Februar bis 20. März – Ruhezeit hinter der 18. Armee
- 21. März bis 6. April – Große Schlacht in Frankreich
  - 21. bis 22. März – Durchbruchsschlacht bei St. Quentin-La Fère
- 07. bis 25. April – Kämpfe an der Avre und bei Montdidier und Noyon
- 25. April bis 27. Mai – Reserve der OHL bei Avesnes
- 27. Mai bis 13. Juni – Schlacht bei Soissons und Reims
- 14. Juni bis 4. Juli – Stellungskämpfe zwischen Oise, Aisne und Marne
- 05. bis 14. Juli – Stellungskämpfe zwischen Aisne und Marne
- 15. bis 17. Juli – Stellungskämpfe westlich Soissons
- 18. bis 27. Juli – Abwehrschlacht zwischen Soissons und Reims
- 30. Juli bis 30. August – Stellungskämpfe in der Champagne
- 31. August bis 13. September – Stellungskämpfe bei Reims
- 15. bis 25. September – Stellungskämpfe in der Woevre-Ebene und westlich der Mosel
- 26. September bis 11. November – Abwehrschlacht in der Champagne und an der Maas
- ab 12. November – Räumung des besetzten Gebietes und Marsch in die Heimat

## Kommandeure
| Dienstgrad                   | Name                              | Datum                                                                |
| ---------------------------- | --------------------------------- | -------------------------------------------------------------------- |
| Generalleutnant              | Gustav von Pritzelwitz            | 03. Juni 1871 bis 29. November 1875                                  |
| Generalmajor                 | Karl von Willisen                 | 07. Dezember 1875 bis 20. November 1876 (mit der Führung beauftragt) |
| Generalleutnant              | Karl von Willisen                 | 21. November 1876 bis 22. November 1882                              |
| Generalleutnant              | Oskar von Meerscheidt-Hüllessem   | 23. November 1882 bis 14. Mai 1886                                   |
| Generalmajor/Generalleutnant | Alfred von Keßler                 | 15. Mai bis 3. Dezember 1886 (mit der Führung beauftragt)            |
| Generalleutnant              | Alfred von Keßler                 | 04. Dezember 1886 bis 23. März 1890                                  |
| Generalleutnant              | Emil Weinberger                   | 24. März 1890 bis 22. Februar 1892                                   |
| Generalleutnant              | Wilhelm von Rößing                | 23. Februar 1892 bis 10. August 1895                                 |
| Generalleutnant              | Otto von Grone                    | 11. August 1895 bis 28. November 1898                                |
| Generalleutnant              | Wilhelm von Oertzen               | 29. November 1898 bis 19. Mai 1900                                   |
| Generalmajor                 | Emil von Lessel                   | 20. Mai bis 8. Juli 1900 (mit der Führung beauftragt)                |
| Generalleutnant              | Paul von Hindenburg               | 09. Juli 1900 bis 26. Januar 1903                                    |
| Generalleutnant              | Curt von Pfuel                    | 27. Januar 1903 bis 9. April 1906                                    |
| Generalleutnant              | Max von Fabeck                    | 10. April 1906 bis 26. Januar 1910                                   |
| Generalleutnant              | Georg von Krosigk                 | 27. Januar 1910 bis 1. April 1912                                    |
| Generalleutnant              | Hans Gustav von der Goltz         | 02. April 1912 bis 28. Februar 1914                                  |
| Generalleutnant              | Kurt von Kehler                   | 01. März 1914 bis 10. Januar 1915                                    |
| Generalmajor                 | Franz von Trotta gen. von Treyden | 11. Januar 1915 bis 7. Juli 1916                                     |
| Generalleutnant              | Hermann Heidborn                  | 08. Juli 1916 bis 19. August 1916                                    |
| Generalleutnant              | Felix Langer                      | 20. August 1916 bis 18. Februar 1918                                 |
| Generalleutnant              | Hans von Wolff                    | 18. Februar 1918 bis 28. Februar 1918                                |
| Generalmajor                 | Kurt Prinz von Buchau             | 28. Februar bis 29. Mai 1918                                         |
| Generalmajor                 | Otto von Arnim                    | 30. Mai bis 3. Juni 1918 (Führer)                                    |
| Generalmajor                 | Emil Hell                         | 03. Juni bis 7. September 1918                                       |
| Generalmajor                 | Rudolf von der Osten              | 07. September 1918 bis 25. März 1919                                 |
| Generalmajor                 | Otto von Deimling                 | 26. März bis 30. September 1919                                      |